# Арфед фон Мюлендаль
Арфед фон Мюлендаль (нім. Arved von Mühlendahl; 1 листопада 1904, Таллінн — 19 вересня 1944, Північне море) — німецький офіцер-підводник, капітан-цур-зее крігсмаріне. Один з найстаріших німецьких командирів підводного човна: свій єдиний похід здійснив в 39 років.

## Біографія
1 квітня 1923 року вступив в рейхсмаріне. З 11 листопада 1938 по березень 1940 року — офіцер Адмірал-штабу в штабі військово-морської станції «Остзе». З червня 1940 по травень 1941 року — 4-й офіцер Адмірал-штабу в штабі командувача-адмірала у Франці, з серпня 1941 по лютий 1943 року — в штабі командування ВМС «Південь». В березні-жовтні 1943 року пройшов курс підводника, після чого був направлений на будівництво U-867 для вивчення її будови. З 12 грудня 1943 року — командир U-867. 9 вересня 1944 року вийшов у свій перший і останній похід. 19 вересня човен був потоплений британським бомбардувальником «Ліберейтор». Всі 60 членів екіпажу загинули.

## Звання
- Кандидат в офіцери (1 квітня 1923)
- Морський кадет (1 квітня 1924)
- Фенріх-цур-зее (1 квітня 1925)
- Лейтенант-цур-зее (1 жовтня 1927)
- Оберлейтенант-цур-зее (1 липня 1929)
- Капітан-лейтенант (1 жовтня 1934)
- Корветтен-капітан (1 листопада 1938)
- Фрегаттен-капітан (1 листопада 1942)
- Капітан-цур-зее (1 вересня 1943)

## Нагороди
- Медаль «За вислугу років у Вермахті» 4-го і 3-го класу (12 років)
- Залізний хрест 2-го класу (1940)